# Gornorieczenskij
Gornorieczenskij – osiedle typu miejskiego w Rosji, w Kraju Nadmorskim. W 2010 roku liczyło 3165 mieszkańców.